# Habracanthus charitopes
Habracanthus charitopes là một loài thực vật có hoa trong họ Ô rô. Loài này được (Leonard) J.R.I. Wood mô tả khoa học đầu tiên năm 1987.